# Filialkirche Kimpling

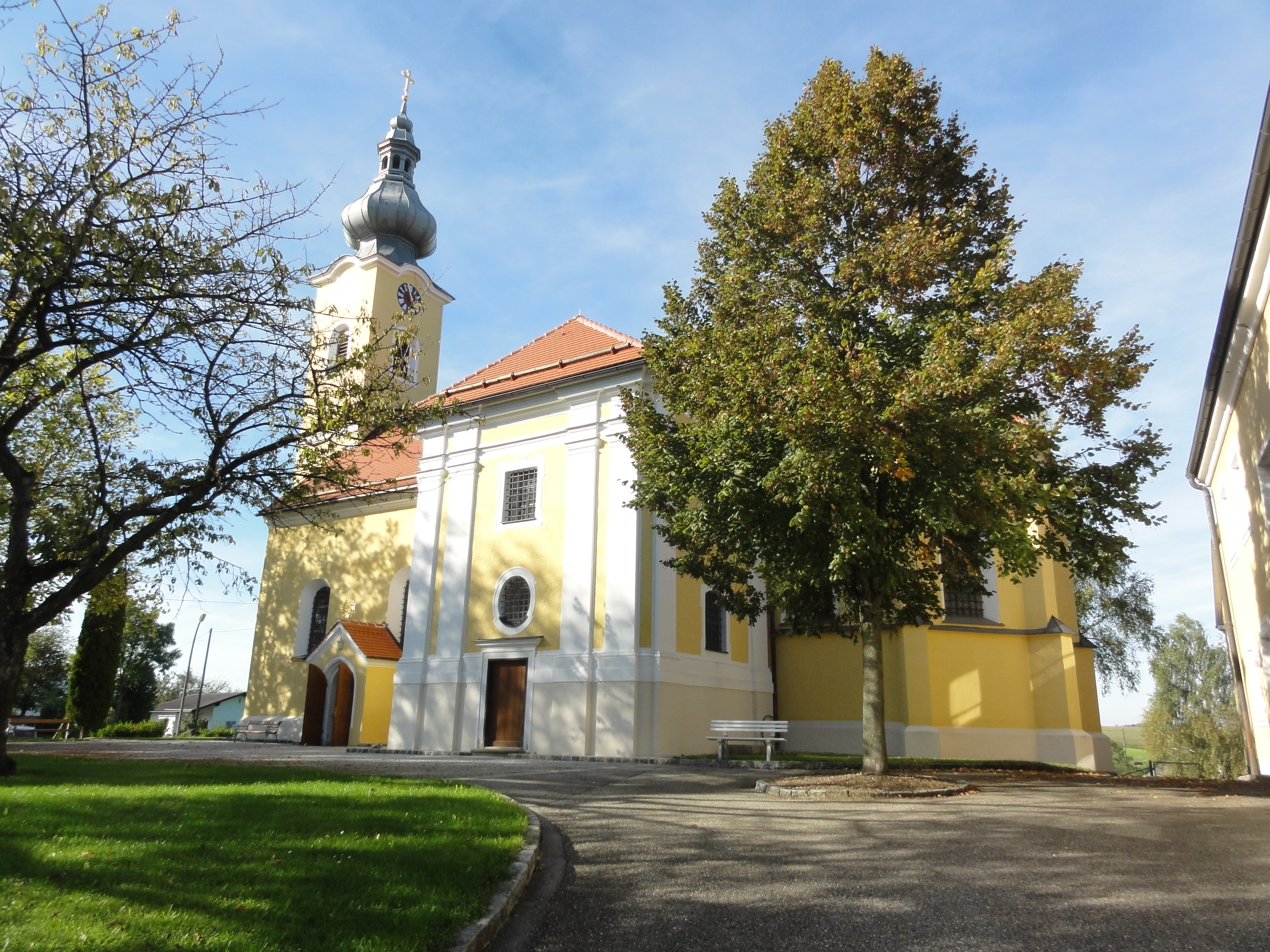
Kath. Filialkirche hl. Laurentius in Kimpling

Die Filialkirche Kimpling steht im Ort Kimpling in der Gemeinde Kallham in Oberösterreich. Die römisch-katholische Filialkirche hl. Laurentius der Pfarrkirche Kallham gehört zum Dekanat Kallham in der Diözese Linz. Die Kirche steht unter Denkmalschutz.

## Architektur
Der kleine spätgotische Kirchenbau hat ein einschiffiges dreijochiges netzrippengewölbtes Langhaus mit eingezogenen Strebepfeilern und einen eingezogenen zweijochigen Chor mit einem unregelmäßigen Netzrippengewölbe und einem Dreiachtelschluss. Der Westturm ist unten gotisch und trägt einen barocken Aufsatz und eine Zwiebel mit Laterne. Der Sakristeianbau ist barock.

## Ausstattung
Der Hochaltar und die Seitenaltäre sind aus dem zweiten Viertel des 18. Jahrhunderts. Die Kanzel in barocken Formen ist aus dem 19. Jahrhundert. Am Fronbogen ist eine barocke Madonna aus dem ersten Viertel des 18. Jahrhunderts. Die gotische Holzfigur hl. Michael (?) um 1500 trägt die Brüstung der Empore.